# レオポルト・フォン・マイヤー
レオポルト・フォン・マイヤー（Leopold von Meyer 1816年12月20日 - 1883年3月6日）は、オーストリアのピアニスト、作曲家。

## 生涯
マイヤーはバーデン・バイ・ウィーンに生まれた。湯治療医の息子として生まれ公務員となる。父がコレラによりこの世を去ると音楽に集中するようになり、カール・チェルニーやヨーゼフ・フィッシュホフの下でピアノの研鑽を積んだ。間もなくウィーン社交界のサロンに仲間入りを果たして大きな成功を収める。1835年からは演奏旅行を開始してブカレスト、オデッサ、サンクトペテルブルク、モスクワ、イスタンブールの各都市を巡った（1843年）。さらにオーストリア、ドイツ、ベルギー、イングランド、アメリカ合衆国、フランスへとツアーを行い成功を収める。華麗な技巧を持つピアニストであったマイヤーは、作曲家としては典型的なサロン音楽を書いた。作品にはオペラのパラフレーズ、変奏曲、性格的小品、流行の舞曲、異国情緒を湛えたピアノ小品などがある。晩年は忘れられた存在となっていった。ドレスデンに没している。